# Toivaanjärvi
Toivaanjärvi är en sjö i kommunen Lieksa i landskapet Norra Karelen i Finland. Sjön ligger 117,6 meter över havet. Den är 11 meter djup. Arean är 1,64 kvadratkilometer och strandlinjen är 17,39 kilometer lång. Sjön  ingår i Vuoksens huvudavrinningsområde.   Den ligger omkring 94 kilometer norr om Joensuu och omkring 450 kilometer nordöst om Helsingfors. 
I sjön finns öarna Isosaari, Lemisaaret, Katunkasaari, Sileäsaari, Metsäsaari, Palosaari och Pajuluoto. 